# Majbritte Ulrikkeholm
Majbritte Ulrikkeholm (født 7. juli 1964) er en dansk sanger og komponist. I 1997 debuterede hun som forfatter med erindringsromanen Ind i min himmel.
Hun har udgivet 14 cd'er med egen musik og har udgivet 13 bøger. Hun er desuden foredragsholder og underviser.
I 1998 modtog hun Statens Kunstfonds tre-årige arbejdslegat for "sin evne til at få det enkle danske sprog til at blomstre og skabe billeder."
Som forfatter er hun kendt for sin magiske skrivestil, hvor drøm og virkelighed smelter sammen.

## Privatliv
Ulrikkeholm har været gift med Jacob Christoffersen, som bl.a. har været medlem af Shu-bi-dua.

## Diskografi
- Ladies first dedicated
- Majbritte Ulrikkeholm
- Rain
- Sange til Elisabeth
- Tilbage til jorden
- The door to silence
- Songs from the prophet (Kahlil Gibran)
- Songs of innocence (William Blake)
- Songs of passion (Walt Whitman)
- Rising from love
- Mellow piano (instrumental)
- Songs of the earth
- Menneske
- Sange i natten
- Almanak - sange til sjælens årstider
- Min allerførste jul
- Embraced by Stars - piano for inner peace